# Марђинени (Брашов)
Марђинени (рум. Mărgineni) насеље је у Румунији у округу Брашов у општини Харшени. Oпштина се налази на надморској висини од 569 m.

## Становништво
Према подацима из 2002. године у насељу је живело 291 становника, од којих су сви румунске националности.